# 11 km (rejon wsiewołożski)
11 km (ros. 11 км) – przystanek kolejowy w miejscowości Ryżyki, w rejonie wsiewołożskim, w obwodzie leningradzkim, w Rosji. Położony jest na linii z petersburskiego Dworca Ładoskiego do Gor, przy osiedlach dacz.